# 大陆报-中国无线电公司广播电台
大陆报-中国无线电公司广播电台是中国第一家广播电台，在1923年由美国商人奥斯邦和英文报纸《大陆报》合作创办于上海。该台呼号XRO，当时主要播出新闻与娱乐节目。